# Polärformeln
Polärformeln används för att räkna ut koordinaterna för en ny punkt med hjälp av en utgångspunkt. Man behöver veta utgångspunktens koordinater (x och y), avståndet mellan punkterna samt bäringen mellan dem.
Formeln är:
{\displaystyle x2=x1+L*cos(\phi P1\rightarrow P2)}
{\displaystyle y2=y1+L*sin(\phi P1\rightarrow P2)}

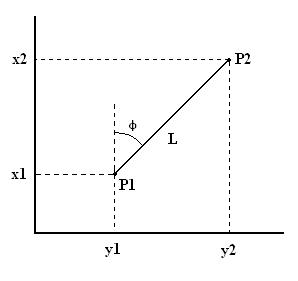
Figur

Exempel: Punkten P1 har koordinaterna x=10 och y=50. Bäringen från P1 till P2 är 30 gon och längden L är 25.
X-värdet för punkten P2 blir:
{\displaystyle x2=10+25*cos(30)=32,28}
Y-värdet för punkten P2 blir:
{\displaystyle y2=50+25*sin(30)=61,35}
Omvänt kan P1 räknas ut med hjälp av P2:s koordinater:
{\displaystyle x1=32,28+25*cos(230)=10}
{\displaystyle y2=61,35+25*sin(230)=50}